# Archaos
Archaos var en pionjär inom nycirkus i Europa. Cirkusens hemort var Marseille i södra Frankrike. Den startades 1986 av Pierrot Bidon m.fl. Under sina turnéer gästade man bl.a. Vattenfestivalen i Stockholm.
Archaos blev känd för sin vilda, anarkistiska och brutala stil, som bl.a. byggde på stunt och med motorsågar och rostiga motorcyklar som rekvisita.